# Alexey Shved
Alexeï Viktorovitch Chved (en russe : Алексей Викторович Швед), né le 16 décembre 1988 à Belgorod, est un joueur russe de basket-ball. Il joue au poste d'arrière.

## Biographie
Il commence sa carrière professionnelle en 2006 avec le CSKA Moscou, puis rejoint le BC Khimki Moscou en prêt en février 2007. Il revient en septembre 2007 au CSKA. Il remporte l'Euroligue 2008 avec le CSKA (jouant 32 min en 8 rencontres) et les championnats de Russie 2007-2008 et 2008-2009. En décembre 2009, il est prêté au Dynamo Moscou. Il revient jouer avec le CSKA pour la saison 2010-2011.
Le 23 juillet 2012, le CSKA Moscou annonce officiellement le départ de Shved vers l'équipe NBA des Timberwolves du Minnesota. Deux jours plus tard, il signe un contrat de 10 millions de dollars sur 3 ans  avec les Timberwolves,.
Shved est membre de l'équipe nationale des moins de 18 ans qui participe aux championnats d'Europe 2006 et de l'équipe des moins de 20 ans qui participe au championnat d'Europe 2007.
En août 2014, Chved fait partie d'un échange entre les Wolves, les Cavaliers de Cleveland et les 76ers de Philadelphie. Il part aux 76ers avec Luc Mbah a Moute tandis qu'Andrew Wiggins, Anthony Bennett et Thaddeus Young arrivent aux Wolves et Kevin Love part à Cleveland.
Le 19 février 2015, Shved fait partie d'un échange entre les Knicks de New York, les Rockets de Houston et les 76ers de Philadelphie. Il rejoint les Knicks tandis que Pablo Prigioni fait le chemin inverse jusqu'à Houston, accompagné de K. J. McDaniels.
En mars 2015, alors qu'il réalise de bonnes performances avec les Knicks de New York depuis son arrivée (il tourne à plus de 10 points de moyenne), il se blesse et doit mettre un terme à sa saison avec les Knicks de New York, à la fin de laquelle il sera free-agent.
Le 16 juillet 2015, il retourne en Russie en signant un contrat de trois ans et dix millions de dollars au BC Khimki Moscou. Il devient le joueur le mieux payé hors NBA.
Chved est élu meilleur joueur de la saison 2016-2017 de la ligue unie VTB.
En mars 2018, Chved devient le meilleur marqueur à trois points sur une saison d'Euroligue en battant le précédent record établi par Bobby Dixon (78 paniers à trois points mis en 34 matches). Peu après, il devient le meilleur marqueur de l'Euroligue sur une saison, battant le précédent record de 609 points établi par Keith Langford lors de la saison 2016-2017 (en 28 matches).
En avril 2018, dans la dernière manche de la série de playoffs entre le Khimki et l'autre club moscovite en Euroligue, le CSKA, Chved marque 36 points mais le Khimki perd la rencontre. Chved bat le record de points marqués dans un match de playoffs détenu par Terrell McIntyre avec 35 points en 2009. Chved marque aussi 8 paniers à trois-points sur 12 tentatives, battant le record de paniers à trois-points marqués détenu par Dušan Kecman. Meilleur marqueur de la compétition avec une moyenne de 21,76 points, Chved obtient le trophée Alphonso-Ford. Il établit aussi des records du nombre de paniers à trois points réussis (107) et tentés (324) en une saison.
En juin 2018, Chved devient le meilleur marqueur en carrière de la ligue unie VTB, battant le précédent total de Miloš Teodosić.
En mai 2021, Chved remporte le trophée Alphonso-Ford du meilleur marqueur de la saison en Euroligue avec 19,78 points de moyenne par rencontre. Il termine aussi meilleur passeur de la compétition. Le Khimki Moscou finit toutefois avec un bilan catastrophique de 4 victoires pour 30 défaites.
En août 2021, Chved retourne dans son club formateur, le CSKA Moscou. Le contrat court sur une saison avec une saison additionnelle en option.
Chved annonce prendre sa retraite internationale en août 2021.

## Palmarès

### En club
- Vainqueur de l'EuroLigue 2007-2008 avec le CSKA Moscou.
- Champion de Russie en 2008, 2009, 2011 et 2012 avec le CSKA Moscou.
- Vainqueur de la VTB United League en 2018 et en 2012 avec le CSKA Moscou.

### Sélection nationale
- Médaille de bronze aux Jeux olympiques 2012 de Londres.
- Médaille de bronze au Championnat d'Europe de basket-ball 2011.

### Distinctions personnelles
- MVP de la VTB United League 2016-2017.
- MVP de l'EuroCoupe 2016-2017.
- Nommé dans le meilleur cinq de l'EuroCoupe 2016-2017.
- Meilleur marqueur de l'EuroCoupe 2016-2017.
- Nommé dans le deuxième meilleur cinq de l'EuroLigue 2017-2018.
- Vainqueur du trophée Alphonso-Ford (meilleur marqueur) de l'EuroLigue 2017-2018, 2020-2021

## Records sur une rencontre en NBA
Les records personnels d'Alexey Shved en NBA sont les suivants, :
| Type de statistique        | Saison régulière | Saison régulière          | Saison régulière |
| Type de statistique        | Record           | Adversaire                | Date             |
| -------------------------- | ---------------- | ------------------------- | ---------------- |
| Points                     | 25               | @ 76ers de Philadelphie   | 20 mars 2015     |
| Paniers marqués            | 8                | 2 fois                    | 2 fois           |
| Paniers tentés             | 21               | Timberwolves du Minnesota | 19 mars 2015     |
| Paniers à 3 points réussis | 7                | @ 76ers de Philadelphie   | 20 mars 2015     |
| Paniers à 3 points tentés  | 11               | Lakers de Los Angeles     | 1er février 2013 |
| Lancers francs réussis     | 9                | @ Mavericks de Dallas     | 12 novembre 2012 |
| Lancers francs tentés      | 12               | Spurs de San Antonio      | 17 mars 2015     |
| Rebonds offensifs          | 3                | Pacers de l'Indiana       | 7 mars 2015      |
| Rebonds défensifs          | 10               | 2 fois                    | 2 fois           |
| Rebonds totaux             | 11               | @ Lakers de Los Angeles   | 12 mars 2015     |
| Passes décisives           | 12               | Thunder d'Oklahoma City   | 20 décembre 2012 |
| Interceptions              | 3                | 4 fois                    | 4 fois           |
| Contres                    | 3                | @ Mavericks de Dallas     | 12 novembre 2012 |
| Balles perdues             | 7                | @ Thunder d'Oklahoma City | 9 janvier 2013   |
| Minutes jouées             | 44               | Mavericks de Dallas       | 15 décembre 2012 |

- Double-double : 4
- Triple-double : 0